# Kunijoši Utagawa
Kunijoši Utagawa (japonsky 歌川国芳; 1798 – 1861) byl jedním z posledních japonských výtvarníků žánru ukijo-e (umění dřevotisku). Mezi jeho díla patří cyklus Sto osm čínských hrdinů z roku 1827. Na mnoha jeho kresbách je zobrazena kočka – Kunijošiho oblíbené zvíře.
Společně s Hirošigem a Kunisadou byl jedním ze tří mistrů barevných dřevořezů konce období Edo.

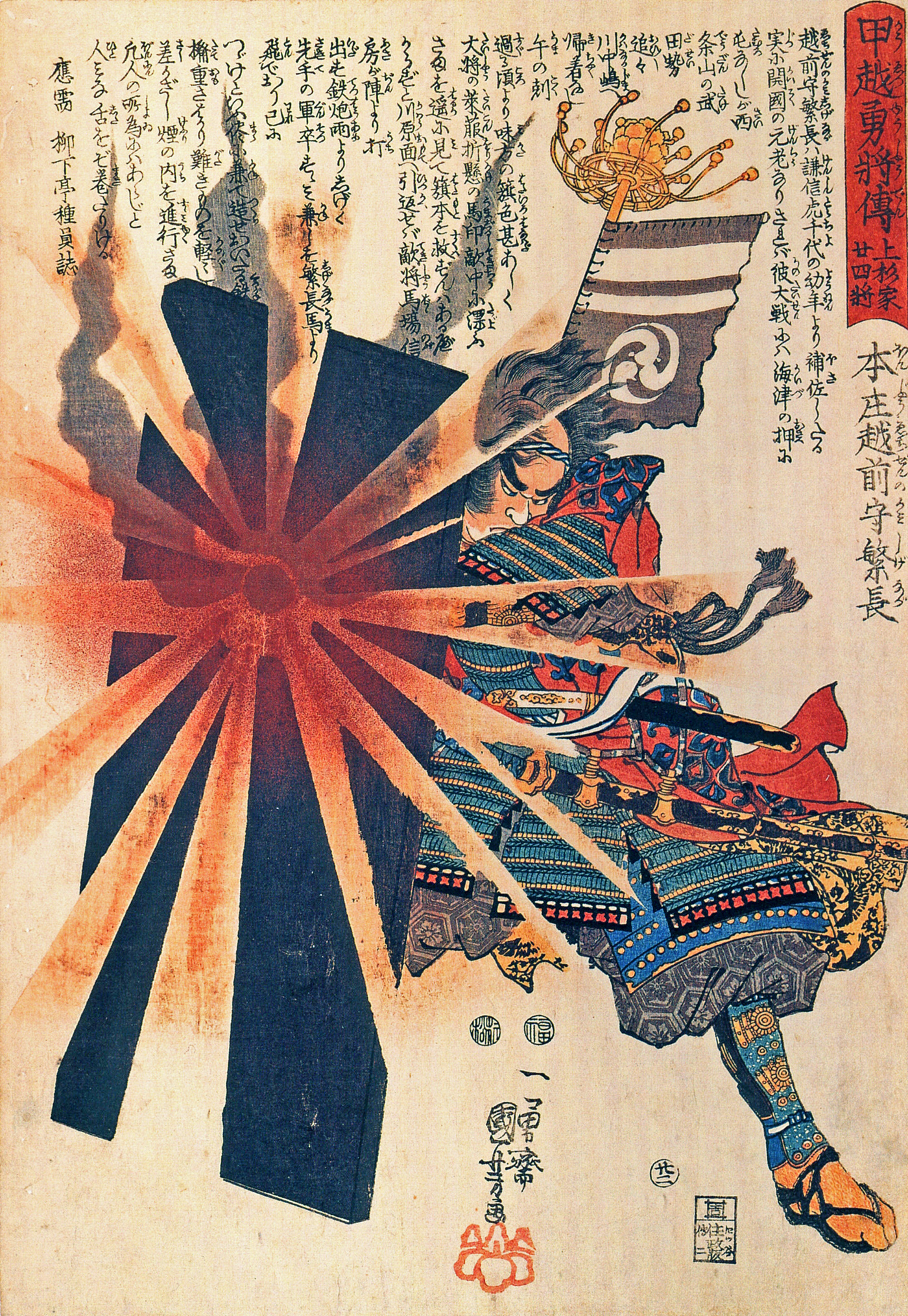
Ukázka Kunijošiho díla